# Kings (2007)
Kings é um filme irlandês de 2007 escrito e dirigido por Tom Collins e baseado na peça de Jimmy Murphy, The Kings of the Kilburn High Road. O filme é bilíngue, com diálogos em irlandês e inglês. Ele estreou no Festival de Cinema de Taormina (Itália) em junho de 2007, e foi selecionado como a entrada oficial da Irlanda para o Oscar 2008 na categoria de melhor filme internacional. O filme conta a história de um grupo de amigos irlandeses que, após emigrar para a Inglaterra 30 anos antes, se encontram para o funeral de um amigo. Em 2008, o serviço postal irlandês, An Post, emitiu uma série de selos em homenagem à indústria cinematográfica irlandesa. Colm Meaney, como Joe Mullan, foi destaque no selo de 55 centavos.

## Sinopse
Em meados da década de 1970, um grupo de jovens deixa Connemara Gaeltacht com destino a Londres e ambiciona uma vida melhor. Depois de trinta anos, eles se encontram novamente no funeral de seu amigo mais novo, Jackie. O filme intercala flashbacks de um jovem perdido na Irlanda com a dura realidade da vida moderna.
Por alguns, os trinta anos foram árduos, trabalhando em canteiros de obras em toda a Grã-Bretanha. Lentamente, a verdade sobre a morte de Jackie se torna clara e os amigos descobrem que precisam um do outro mais do que nunca. No entanto, no final, os amigos se separaram para sempre, seguindo caminhos separados.

## Elenco
| Ator                | Personagem   |
| ------------------- | ------------ |
| Colm Meaney         | Joe Mullan   |
| Donal O'Kelly       | Jap Kavanagh |
| Brendan Conroy      | Git          |
| Donncha Crowley     | Shay         |
| Barry Barnes        | Máirtín      |
| Seán T. Ó Meallaigh | Joe Jnr      |
| Christopher Greene  | Jap Jnr      |

## Prêmios
Em 2007, Tom Collins ganhou o prêmio de novos localizadores do Director's Guild of America / Irlanda. O filme em si foi indicado para um recorde de 14 prêmios irlandeses de cinema e televisão (IFTAs) em 2008, passando a ganhar 5 IFTAs, incluindo o de melhor filme em língua irlandesa.
Prêmios IFTA (2008) -
Venceu –
- Melhor Ator Coadjuvante em Longa-Metragem – Brendan Conroy
- Melhor Edição – Dermot Diskin
- Melhor Trilha Sonora Original – Pol Brennan
- Melhor Som – Ken Galvin, Ronan Hill, Dominic Weaver
- Prêmio Especial de Língua Irlandesa

Nomeado –
- Melhor Ator em um Papel Principal em um Longa-Metragem – Colm Meaney
- Melhor Ator Coadjuvante em Longa-Metragem – Donal O'Kelly
- Melhor Figurino – Maggie Donnelly
- Melhor Diretor de Fotografia – PJ Dillon
- Melhor Cabelo e Maquiagem – Muriel Bell, Pamela Smyth
- Melhor Design de Produção – David Craig
- Melhor Diretor de Cinema – Tom Collins
- Melhor Roteiro de Filme – Tom Collins
- Melhor Filme – Jackie Larkin, Tom Collins